# 桜井奈津
桜井 奈津（さくらい なつ、1988年9月5日 - ）は、日本のグラビアアイドル、女優、女性モデル。
愛知県名古屋市出身。元エンタープロモーション所属、現在はフリーで活動中。青山学院大学中退。

## 略歴・人物
- 趣味：競輪グッズ集め[2]、ゲーム、コスプレ、グラビア車券師。
- 特技：アコースティックギター[3]、料理。
- エビ（調理済を含む）はアレルギーで一切食べられない。
- 元AKB48河西智美そっくりさんとして活動[4]。
- ソロのライブ活動では2014年9月にワンマンライブ。
- 浪漫ドロイドのハイカラ文化人形姉妹「有栖川宮 なつ」として活動[5]。
- ミス東スポ2016グランプリ[6]。
- 初代＆三代目サテライト大阪クイーン[7]。
- KEIRIN GP 2018 SHIZUOKA静岡競輪アンバサダー。
- 初代エスロードスーパーガールズGP。
- 15代目 バクNEWクィーン。
- 2018年9月12日、名古屋競馬場7Rにて桜井奈津生誕30周年記念杯冠レースが開催された[8]。
- 2019年12月15日、全国競輪場全43場を制覇[9]。
- 2020年11月18日～23日、川崎競輪場にてイベント《KEIRIN CAMP NATSU》を主催[10]。
- 2021年12月9日、桜井奈津とおにおにのロングライド番組放送100回記念チャリティー企画で、静岡県三島市役所本庁舎にて30万518円を全額寄付。[11][12][13]
- 2023年4月24日、ラジオの冠番組『桜井奈津とおにおにのロングライド』が放送200回を迎えた。

競輪やオートレースファンであり、競輪やオートレース関連の仕事も多く、競輪場やオートレース場その他でビキニの水着姿になることが多い。
夢は日活ロマンポルノの監督になること。自宅には大量にコスプレ衣装があり、撮影会などで着用することも多い。
本人は純日本人のつもりであったが、後に父親がスペイン人と判明した。スペイン人と日本人のハーフである。
好きな俳優は、山田孝之、香川照之、寺島しのぶ、高橋克典。
Mr.Childrenが好きで、芸名に「桜井」という苗字を入れた。
『龍が如く6』出演者オーディションでは上着を脱いで胸の谷間を強調、「セクシーを極めたい」という発言通りに大胆なアピールをして審査員を唸らせた。
2018年2月の静岡競輪場GⅢ「たちあおい賞争奪戦」キャンペーンガールに就任。スポーツ新聞各紙に水着グラビアでPRする様が掲載された。
2019年2月の静岡競輪場GⅢ「たちあおい賞争奪戦」キャンペーンガールに就任。スポーツ新聞各紙に掲載。
2020年2月の静岡競輪場GⅢ「たちあおい賞争奪戦」キャンペーンガールに就任。スポーツ新聞各紙に掲載。

## 出演

### テレビ番組
- 爆笑そっくりものまね紅白歌合戦（フジテレビ）
- 東京オーディション(仮)（東京MX）
- つんつべ♂ バク音（東京MX、アシスタントMC）
- SPEEDチャンネル（CS Ch.692、競輪ライブ内「奈津の部屋」コーナー、レギュラー出演）
- 極楽山本とロンブー亮の「ARIGATEENA TV」（テレビ埼玉、2021年7月4日、MC 田村亮・山本圭壱）

### ラジオ番組
- ～IDOL SHOWCASE～i-BAN!!（FM NACK5）
- 大西涼太郎のくっちゃべるラヂオだら（静岡FM ボイス・キュー 2019年4月12日、4月19日）
- 桜井奈津とおにおにのロングライド（静岡FM ボイス・キュー、毎週月曜夜7時放送、2019年7月1日～）[26][27][28]
- 渋谷クロスFM「すきラジ」[29][30]

### ネット番組
- オッズパークLIVE（オッズパーク）[31]
- マシェバラ的ケイリン生活 チャリバラ（マシェバラ）[32]
- TIPSTAR競輪（TIPSTAR）[33]
- 静岡けいりんチャンネル（ニコ生）[34]
- ガチンコナイト!（インターネット放送局Cwave）[35]

### YouTube出演
- 『今日のイチメン!!』初回ゲスト、MCニレンジャー[36]
- 『ターボHaRuちゃんねる』2021年11月14日ゲスト[37]
- 競輪女子のニコ生ルーティン　桜井奈津の巻 【前編】[38]
- 競輪女子のニコ生ルーティン　桜井奈津の巻 【後編】[39]
- 奈良競輪場ミッドナイト競輪中継
- 伊東温泉競輪場ナイター競輪中継

### 動画配信
- マシェバラ[40]

### コラボ
- ムーディ勝山『グラビア界に進出。』（2021年7月21日）[41]

### モデル
- 美人時計
- KNOCK OUT vol.0 | キックボクシングイベント、ラウンドガール[42]
- ボートレース平和島｜第30回東京スポーツ賞、12Rラウンドガール（2016年7月23日）[43]
- オータムフォトグラフ江ノ島撮影会（2020年10月11日）[44]

### 雑誌
- De☆View（2013年9月号、オリコン・エンタテインメント）
- 週刊大衆（2017年12月4日号他、双葉社）競輪×グラビア×ボディ書道[45]
- エスロード 超高級車夢生活 volume 05（2018年10月25日発売、大洋図書）表紙及び紙面グラビア
- 実話ナックルズ（2018年12月号、大洋図書）グラビア
- EX MAX! エキサイティングマックス（2019年7月号、ぶんか社）グラビア
- グラビアプレス Vol.1（2019年7月1日発売、秀麗出版）グラビア[46]
- グラビアプレス Vol.2（2020年2月29日発売、グラビアプレス編集部）巻頭グラビア
- フルカラー新聞『グラビアプレスタイムズ』（2021年10月）[47]
- 実話ナックルズ（2022年6月30日）[48]

### 書籍
- 下着劇場「桜井奈津」GURA FETI（2015年4月6日 五十六デジタル出版社）ASIN: B00VSAU0YC
- FetiFind026「桜井奈津」マイクロビキニ: あなたのフェチがきっと見つかる (五十六フェチ倶楽部) ASIN: B00XGM22LY

### スポーツ新聞
- 東スポ[49]
- デイリースポーツ[50]
- サンスポ[51]
- スポニチ[52]
- 日刊スポーツ[53]
- 夕刊フジ[54]

## 作品

### 映画
- 『教科書にないッ!4』（佐々木詳太監督）[55]
- 『ギフテッド 〜フリムンと乳売り女〜』（出馬康成監督）[56]
- 『チャットゾーン』（今野恭成監督、元AKB48鈴木まりや主演）[57]
- 『私は絶対許さない』（監督・企画・製作総指揮：和田秀樹、主演 西川可奈子・隆大介、2018年ノイダ国際映画祭審査員特別賞受賞）[58]

### ドラマ
- ラブホの上野さん season2（フジテレビ）
- フリンジマン（テレビ東京 土曜ドラマ24 板尾創路主演）
- 歌舞伎町弁護人凛花（BSテレ東、テレビ大阪他 第9話ゲスト出演 朝倉あき、渡辺裕之主演）[59]

### Vシネマ
- セクシャルダイナマイトヒロイン06　太陽の戦士レオーナ（2015年3月27日、ZENピクチャーズ、リーナ 役）
- 白衣の天使　リーサルエンジェルSuper（2015年4月10日、ZENピクチャーズ、理彩 役）
- 秘密超人サザンクロス（2017年1月13日、ZENピクチャーズ、出演: 川崎あや/桜井奈津、監督:東村宗介、根来美夜/怪盗キャット 役）
- 非変身ヒロイン 武捜戦隊サイレンジャー外伝 サイブレイズ・サーガ（2017年6月23日、ZENピクチャーズ、ラアナ・ムッス 役）[60]
- 日本統一30（2018年10月25日、株式会社オールイン エンタテインメント、岡部のぞみ 役）[61]
- 日本統一31（2018年12月25日、株式会社オールイン エンタテインメント）
- 日本統一32（2019年2月25日、株式会社オールイン エンタテインメント）
- 組長への道 餓鬼極道（2019年1月25日、株式会社オールイン エンタテインメント）
- 組長への道 餓鬼極道2（2019年2月25日、株式会社オールイン エンタテインメント）

### 舞台
- MASTER IDOL（2016年5月25日、下北沢 Geki地下Liberty）

### コラム
- 競輪に夢CHU（2018年1月8日～2020年4月6日、「Perfecta Navi（パーフェクタ・ナビ）」）[62]
- 川崎競輪予想（2020年8月5日、夕刊フジ）[63]
- 周防国府杯争奪戦(GⅢ)著名人予想（2020年11月2日～11月3日、オッズパーク）[64]
- 川崎競輪予想（2021年2月12日、夕刊フジ）[65]
- 奈良競輪(GⅢ)著名人予想（2021年2月13日～14日、オッズパーク）[66]
- いわき金杯争奪戦(GⅢ)著名人予想（2021年2月27日～28日、オッズパーク）[67]
- 川崎競輪予想（2021年3月24日、夕刊フジ）[68]
- 川崎競輪予想（2021年4月9日、夕刊フジ）[69]
- 桜花賞・海老澤清杯 著名人予想（2021年4月10日、オッズパーク）[70]
- ゴールド・ウイング賞 著名人予想（2021年4月17日、オッズパーク）[71]
- 川崎競輪予想（2021年5月13日、夕刊フジ）
- 全日本プロ選手権記念競輪 著名人予想（2021年5月29日、オッズパーク）[72]
- 川崎競輪予想（2022年3月28日、夕刊フジ）[73]
- 競輪ドラマレビュー／桜井奈津（2024年5月13日）[74]

### イメージDVD
- 決意の衝撃（2014年9月26日、スパイスビジュアル）
- 衝動サプライズ（2014年11月28日、スパイスビジュアル）
- 優等生 桜井奈津（2015年、エアーコントロール）
- 桜井奈津 A＋(2015年、エアーコントロール）
- 桜井奈津/夏の想ひ出（2015年、イーネット・フロンティア）
- 桜井奈津/混浴気分vol.17～なつと一緒に温泉デート～（2016年、オルスタックソフト販売）[75]
- OL桜井奈津(28)は部長の性処理ペット（2017年2月24日、すけべ倶楽部、企画・構成・演出 桜井奈津）
- 桜井奈津/内緒にしてください...（2018年5月18日、メディアブランド、企画・構成・演出 桜井奈津）
- Charme/桜井奈津（2021年1月29日、オルスタックソフト販売、企画・構成・演出 桜井奈津）[76]